# Sixta Pontón de Santander
Sixta Pontón de Santander   (Medellín, 30 de desembre de 1814 - Bogotà, 20 de juliol de 1862) nom de casada de Sixta Tulia Pontón Piedrahita, va ser una filantropa i benefactora colombiana, primera dama de la república de la Nova Granada pel seu matrimoni amb el general Francisco de Paula Santander.

## Biografia
Va néixer a Medellín el 30 de desembre de 1814. Era filla de José María Pontón Matajudíos, originari de Nemocón, administrador de correus que en vida va ser partidari reialista. A més, estava emparentada amb les famílies més riques i distingides de Bogotà. Habitual en les reunions socials que s'organitzaven en els salons de les cases més importants de la capital, ella mateixa va decidir organitzar-les i convidar les seves amistats, com a símbol de prestigi, per a les quals van fer gran dispendi en mobiliari i il·luminació.
Es va casar el 1836 amb el general i participant del procés independentista de Colòmbia Francisco de Paula Santander, mentre aquest ocupava la presidència de la nova república de la Nova Granada. El matrimoni va establir-se a Bogotà i van residir a una casa del carrer 12. Va tenir tres fills, un nen mort al cap de poc de néixer, Clementina, l'única vivent en el moment de la seva mort, i Tulia Sixta. A la mort de Santander, Pontón va tenir un conflicte amb l'amant del seu difunt marit, María Paz, que havia arribat a tenir un fill d'aquella relació, i va arribar a denunciar-la a la Governació de Cundimarca. De l'herència, va poder disposar d'una important fortuna, que va dedicar a obres pietoses, entre d'altres. Malgrat tot, Pontón no va complir totes les disposicions testamentàries de Santander.
Després de la mort del seu espòs, bàsicament va dedicar-se a activitat educatives. El 1844 va intentar portar a les religioses franceses de la Societat del Sagrat Cor per educar nenes i joves de l'alta societat, però el seu intent va ser infructuós, i en substitució va fundar l'Associació Pietosa del Sagrat Cor, amb altres dames colombianes, que va tenir els mateixos objectius. Va dedicar casa seva a escola-internat privat de nenes, que va tenir fama de ser estricte i conventual, perquè només s'educava a un nombre reduït d'alumnes, però també val a dir que l'escola va ser qüestionada per la seva qualitat educativa. També va dedicar uns pocs diners a una escola primària adreçada a les nenes de famílies pobres.
En l'àmbit religiós, va fundar una congregació femenina anomenada Santíssims Cor de Jesús i de Maria i, uns anys més tard, una masculina, però la seva actitud va ser qüestionada el delegat apostòlic sense caràcter diplomàtic, Miecislao Ledochowsky, entre 1857 i 1858, perquè es va afirmar que s'havien detectat alguns abusos per part de Pontón, i es va investigar pràcticament en secret.
El 1852 va ser la primera dona de Colòmbia en rebre un vot per part d'un elector per assumir la presidència del país.
Va morir a Bogotà el 20 de juliol de 1862. Després de la seva mort, totes les fundacions que havia fet, inclosos els col·legis, que havia sostingut personalment, van desaparèixer.